# Loch
Pour les articles homonymes, voir Loch (homonymie).

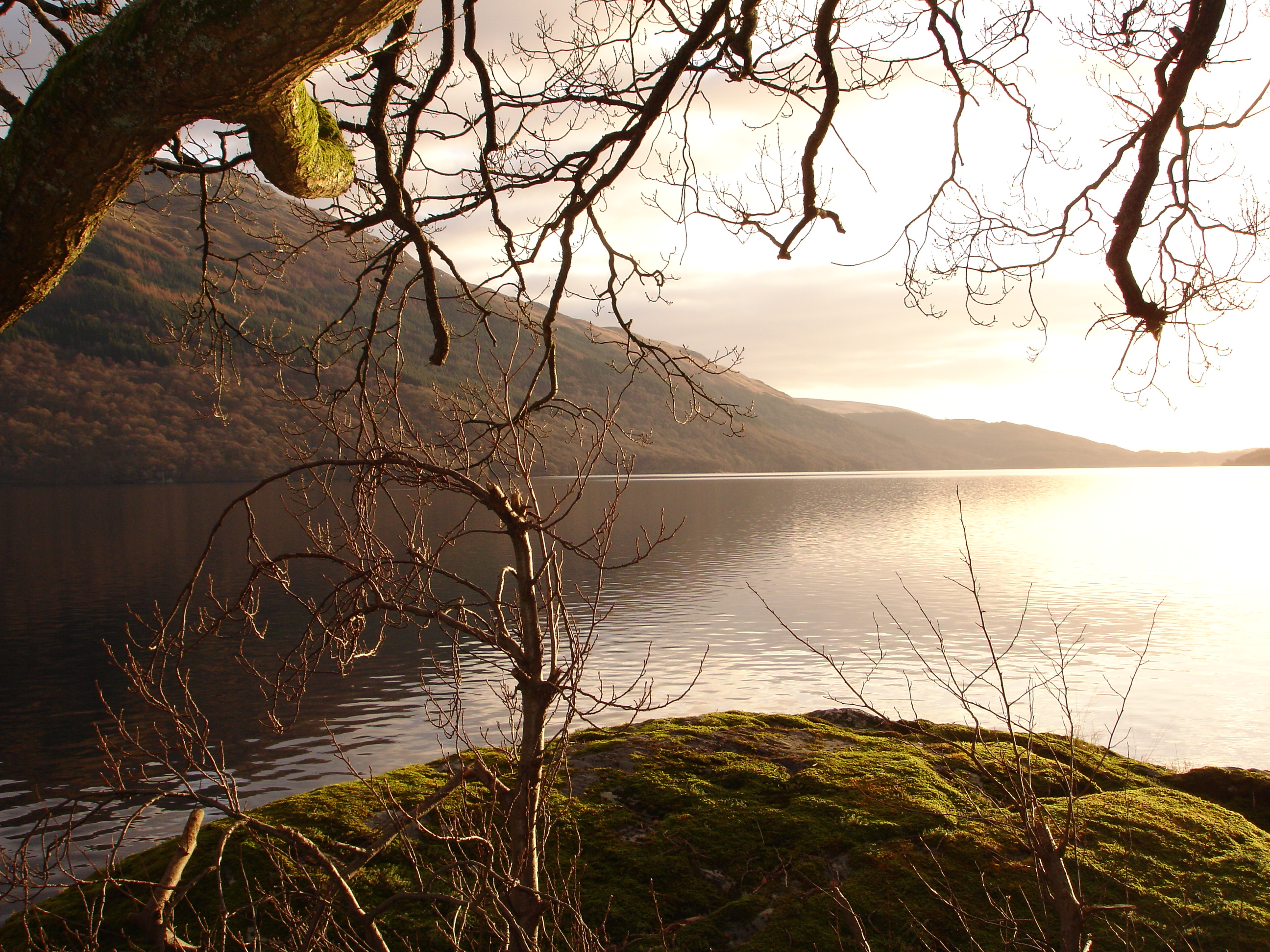
Le Loch Lomond en Écosse.

Un loch est une étendue d'eau pouvant désigner tout autant un lac (loch d'eau douce), un bras de mer semblable à un fjord, un estuaire ou encore une baie (loch marin). 

## Prononciation
En gaélique écossais, et par extension en anglais parlé en Écosse, loch se prononce /lɔx/, le x notant la prononciation de la jota espagnole ou de l'allemand ch dans Buch.

## Terminologie
Le mot « loch » ne se rencontre que dans les îles Britanniques et en Bretagne et plus particulièrement dans les régions de culture celte comme l'Écosse et l'Irlande. Dans le Nord de l'Angleterre et en Irlande, le terme utilisé est généralement lough. Un petit loch est aussi appelé lochan (en Écosse) ou lochán (en Irlande).
« Loch » est un mot issu du gaélique et se retrouve donc dans les langues de cette famille :  gaélique écossais, irlandais, mannois, mais également dans la branche brittonique : cornique (logh), breton (loc
h et louc'h), et en gallois (llwch). L'anglais et le scots ont également repris le mot, qui s'applique à la plupart des lacs d'Écosse ainsi qu'à de nombreux bras de mer du nord et de l'ouest de l'Écosse.
En breton, ainsi qu'en cornique, le mot désigne souvent un lac, un étang côtier saumâtre. Au moins dans un cas il s'agit d'une rivière comme dans le cas de la rivière d'Auray qui est appelée "Le Loch" ou Le Loc'h en amont d'Auray.
En Écosse, il n'existe qu'un seul lac qui ne soit pas désigné par le mot « loch » : le lac de Menteith (Lake of Menteith) provenant d'une anglicisation de l'écossais Laich of Menteith (en écossais Laich signifie « basses terres »).

## Les différents types de lochs
Les lochs peuvent prendre toutes les formes mais sont généralement allongés car les eaux occupent des dépressions formées par le passage des glaciers lors de la dernière glaciation. Ils sont ainsi souvent situés dans des vallées glaciaires, les glens, dont le fond est occupé par un lac ou un bras de mer.
Les lochs écossais les plus célèbres sont sans doute le Loch Ness, le Loch Awe, le Loch Lomond et le Loch Tay, mais il en existe des centaines. Les lochs de mer, tout aussi nombreux, comprennent par exemple le Loch Long, le Loch Fyne, le Loch Linnhe et le Loch Eriboll.